# Гревенмахер (кантон)
Гревенмахер (люкс. Gréiwemaacher, фр. и нем. Grevenmacher) — кантон Великого герцогства Люксембург, относящийся к одноимённому округу и поделённый на 8 коммун: Бецдорф, Бивер, Флаксвайлер, Гревенмахер, Юнглинстер, Мантернах, Мерлерт и Вормельданж. Находится на люксембургско-германской границе.

## Интересные факты
Территория кантона — одна из самых низких в Люксембурге: к нему относится самая низкая точка Люксембурга, а самая высокая точка кантона лишь на 10 месте среди высших точек кантонов Люксембурга. Это неудивительно, потому что кантон Гревенмахер расположен в округе Гревенмахер, который является самым низко расположенным в Люксембурге.
Виноделие: Кантон - центр люксембургского виноделия. Здесь производят знаменитые белые вина (Рислинг, Пино Гри).